# Olbia Challenger 1998
L'Olbia Challenger 1998 è stato un torneo di tennis facente parte della categoria ATP Challenger Series nell'ambito dell'ATP Challenger Series 1998. Il torneo si è giocato a Olbia in Italia dal 28 settembre al 4 ottobre 1998 su campi in cemento.

## Vincitori

### Singolare
Daniele Bracciali ha battuto in finale  Eyal Ran con il punteggio di 7–6, 6–4

### Doppio
Todd Larkham /  Chris Wilkinson hanno battuto in finale  Thomas Shimada /  Filippo Veglio con il punteggio di 3–6, 6–3, 7–6